# Войтківський Йосип Карлович
Йосип Карлович Войтківський (народ. 20 червня 1920 року) — радянський танкіст, учасник Великої Вітчизняної війни, повний кавалер Ордена Слави.
У роки Великої Вітчизняної війни працював стрільцем-радистом екіпажу танка Т-26, 42-ї танкової дивізії, 21 механізованого корпусу, потім Т-34 203-го танкового батальйону 89-ї танкової бригади, 1-го танкового корпусу. Багаторазово нагороджений за забезпечення безперебійного радіозв'язку з командуванням та танками батальйону. Учасник Параду Перемоги на Червоній площі Москви 24 червня 1945 року.
У повоєнні роки працював головою Барашівської сільради (Ємільчинський район Житомирської області), після виходу на пенсію став головою ради ветеранів війни та праці. Член бюро райкому Комуністичної партії України.

## Біографія
Народився 20 червня 1920 року у селі Зелениця (нині Ємільчинського району Житомирської області) у родині селянина. Українець. У 1939 році закінчив 8 класів школи і потім працював секретарем Зеленицької сільської ради.
У Червоній армії з жовтня 1940 року. На фронті у Велику Вітчизняну війну з 26 червня 1941 року, радист-кулеметник танку Т-26, 42-ї танкової дивізії, 21-го механізованого корпусу. Бойове хрещення отримав 27 червня 1941 року, у боях у м. Даугавпілс, де танк Т-26 був підбитий у перший день бойових дій. Після втрати бойової машини, бойові дії продовжував з гвинтівкою як піхотинець до серпня 1941 року. Після розформування 21-го механізованого корпусу — курсант 9-го запасного танкового полку. У цей час у районі Ясної Поляни (Тульська область) знаходилась на формуванні у резерві Ставки ВГК 89-а танкова бригада 1-го танкового корпусу, куди вона була виведена після боїв на Брянському фронті. Старший сержант Й. К. Войтківський був призначений начальником радіостанції 203-го танкового батальйону цієї бригади. Після закінчення формування, 7 жовтня 1942 року, бригада у складі 1-го танкового корпусу воювала на Південно-Західному фронті. З 9 січня по 15 березня 1943 року бригада знову була виведена для поповнення у резерв Ставки ВГК у Тамбовський танковий військовий табір. Після березневих та квітневих боїв на Західному фронті, 22 травня 1943 року бригада перейшла у підпорядкування Брянського фронту.
18 липня 1943 року начальник радіостанції 203-го танкового батальйону 89-ї танкової бригади старший сержант Й. К. Войтківський врятував від вогню штабну машину з радіостанцією, яка загорілася від сильного мінометного вогня. Нагороджений медаллю «За бойові заслуги» (10 серпня 1943).
28 вересня 1943 року в ході Брянської операції танкісти бригади брали участь у визволенні міста Вітка (Гомельська область Білорусі). В ході боїв 16-19 листопада 1943 року радист-стрілець Т-34 203-го танкового батальйону старший сержант Й. К. Войтківський відзначився при підтримці радіозв'язку командира танку з командуванням. При цьому екіпажем його танку було знищено дві зенітних установки, дві гармати, 4 протитанкових рушниці, один міномет та до 25 солдатів та офіцерів противника. За цей епізод був нагороджений першим орденом Червоної Зірки (3 грудня 1943). Член ВКП(б)/КПРС з листопада 1943 року.
З 28 грудня 1943 року 89-а танкова бригада вступила в розпорядження 1-го Прибалтійського фронту. У лютому 1944 року у боях в районі села Шатрово (Вітебська область, Білорусь) радист-стрілець екіпажу Т-34 89-ї танкової бригади 1-го танкового корпусу 11-ї гвардійської армії 1-го Прибалтійського фронту старший сержант Й. К. Войтківський забезпечив безперебійний радіозв'язок командира батальйону зі штабом бригади, а також вогнем з кулемету знищив близько 10 солдатів противника. 13 березня 1944 року нагороджений орденом Слави III ступеня.
Влітку 1944 року війська фронту брали участь у великомасштабній Білоруській наступальній операції (операція «Багратіон»). 29 червня 1944 року танкісти бригади перейшли у наступ з метою розгрому угруповання німецьких військ та визволення міста Полоцька (Полоцька наступальна операція). В цей день у бою за село Наліци та станцію Вєтрино (Вітебська область, Білорусь) гвардії старший сержант Й. К. Войтківський проявив виключну енергійність до виконання завдання, поставленого перед батальйоном. У ході атаки він знаходився у екіпажі командира 203-го танкового батальйону капітана Поварова, танк якого йшов у бойових порядках батальйону. А менше, ніж за тиждень, 3 липня танкісти бригади разом з іншими частинами та з'єднаннями 1-го Прибалтійського фронту взяли участь у визволенні міста Глибоке. За забезпечення безперебійного зв'язку 22 вересня 1944 року гвардії старший сержант Й. К. Войтківський був нагороджений орденом Вітчизняної війни II ступеня.
У ході Мемельської операції у місті Кельме (Литва) та далі при наступі на Тильзит (нині Совєтськ Калінінградської області) гвардії старший сержант Й. К. Войтківський знову виконував обов'язки стрільця-радиста у екіпажі командира 203-го танкового батальйону капітана Поварова (в складі тієї ж бригади, 2-а гвардійська армія). Протягом усього штурму міста Кельме та у ході подальшого наступу з 6 по 13 жовтня 1944 року він забезпечував безперервний зв'язок з командиром бригади, командирами рот і штабами. Його знання справи та холоднокровність у складній бойовій обстановці дозволили комбату у режимі реального часу керувати діями свого батальйону та своєчасно інформувати командира бригади та штаби про бойову обстановку. Крім того, своєю влучною стрільбою з кулемету він вивіл з ладу дві автомашини та понад 10 солдатів противника. А 10 жовтня танкісти бригади визволили місто Шилуте (нині Литва). За відзнаку у цих боях 19 листопада 1944 року гвардії старший сержант Й. К. Войтківський був нагороджений орденом Слави II ступеня.
19 жовтня 1944 року бригада вступила в підпорядкування 3-го Білоруського фронту. 17-22 січня 1945 року у ході Інстербурзько-Кенігсберзької операції при прориві оборони противника у районі міста Грудзьондз (Польща) гвардії старшина Й. К. Войтківський забезпечив надійний радіозв'язок командуванню, що за оцінкою командира 2-го танкового батальйону майора Удовиченко, забезпечило успіх операції, а також знищив 5 автомашин, два вози і близько взводу піхоти противника з танкового кулемету. 20 січня танкісти бригади звільнили міста Тильзит (нині Совєтськ) та Гросс-Скайсгіррен (нині Большаково Славського району Калінінградської області). 7 березня 1945 року гвардії старшина Й. К. Войтківський був повторно нагороджений орденом Слави II ступеня (19 серпня 1955 року перенагороджений орденом Слави I ступеня), а 89-й танковій бригаді було присвоєно почесне найменування «Тильзитська».
Стрілець-радист 3-го танкового батальйону гвардії старшина Й. К. Войтківський закінчив війну 30 квітня 1945 року, коли 89-а танкова бригада була виведена у резерв 3-го Білоруського фронту. За вмілу стрільбу з лобового танкового кулемету він був також представлений до другого ордену Червоної Зірки (нагороджений 2 червня 1945).
Учасник Параду Перемоги у Москві, старшина Й. К. Войтківський крокував на чолі зведеного полку 1-го Прибалтійського фронту, ніс прапор своєї 89-ї танкової бригади.
У червні 1946 року демобілізований. Проживав у селі Бараші Ємільчинського району Житомирської області. Відновлював зруйноване господарство, працював у заготівельних організаціях. З 1959 року — лейтенант у відставці. У 2004-му старший лейтенант, 2005-му — капітан, 2008-му — майор, 2009-му — підполковник, 2010-му — полковник. (Указ Президента України № 189 від 15.04.2010 р.). У 1969 році був обраний головою Барашівської сільради, де працював до 1982-го року. Нагороди у мирний час: орден Трудового Червоного Прапора — 1971 рік. № нагороди 617603; орден «Знак Пошани» — 1976-й рік. № нагороди 1368257; орден Богдана Хмельницького — 1999-й рік. № нагороди 585.
Після виходу на пенсію став головою Ради ветеранів війни та праці. Вів активне громадсько-політичне життя, член Комуністичної партії України, член бюро райкому. Був одним з активістів, що відродили партійний осередок компартии у селі Бараші після заборони Комуністичної партії України. Почесний ветеран України. Почесний житель Ємільчинського району. Помер 22 січня 2015 року. Похований на кладовищі у с. Бараші.

## Нагороди
Радянські державні нагороди:
- орден Трудового Червоного Прапора
- орден Вітчизняної війни I ступеня (6 квітня 1985)
- орден Вітчизняної війни II ступеня (22 вересня 1944[6])
- три ордени Червоної Зірки (3 грудня 1943[7]; 7 березня 1945 № нагороди 996296, 2 червня 1945[8])
- орден Слави I ступеня (перенагороджений 19 серпня 1955, нагороджений 7 березня 1945 орденом Слави II ступеня[9])
- орден Слави II ступеня (19 листопада 1944[10])
- орден Слави III ступеня (13 березня 1944)
- медалі, зокрема:
  - медаль «За бойові заслуги» (10 серпня 1943[11])
  - медаль «За оборону Сталінграда» (26.07.1943)
  - медаль «За перемогу над Німеччиною у Великій Вітчизняній війні 1941—1945 рр.» (26.06.1945)

## Пам'ять
З 2010 року у селищі Ємільчине Житомирської області на честь Й. К. Войтківського щорічно проходить турнір з волейболу серед дівчат.

## Документи
- Информация в електронному банку документів «Подвиг Народу»ЦАМО
- Орденська книжка Г № 672085 від 24.10.1955 р., завірена печаткою та підписом Секретаря Президії Верховної Ради СРСР О. Горкіна
- Військовий квиток ВМ № 117793, особисті спогади з родинного архіву.